# 李星沅
李星沅（1797年—1851年），字子湘，号石梧，湖南湘阴人（今汨罗市高华冲）
。清朝政治人物。诰封荣禄大夫，钦差大臣，太子太保，任两江总督，兵部尚书兼都察院右都御史，卒谥＂文恭＂。参与禁烟与鸦片战争，是湖南“以经济而兼文章”三君子之一。接替林则徐为钦差大臣奔赴广西平定太平军起事，病逝於武宣前线。 

## 从神童到翰林
李星沅自幼家境贫寒，但天赋秉异，聪明过人，四岁就开始开蒙读书，在秀才父亲李畴的严格教育和悉心指导下，学益精进．1804年，父亲李畴以优贡进京並以朝考一等第一名的成绩考取武京殿校录．1806年秋天请假回湖南老家，九岁的李星沅以詩文进，父亲疑出他人之手，面试之，合．大喜过望，对亲朋好友们说：＂他日大吾宗者，在此子也！＂
李星沅十一岁时应童子试，县试府试均名列前茅，＂神童＂之称，遍于親友．
1814年，父亲李畴授官桂东训导，在回湖南的路上不幸病故于河南辉县．失去了父亲，家中生活益为清苦，全靠母亲陈夫人以女红所入养家．老母亲卖掉首饰，供李星沅和两个弟弟发愤读书．十七岁的李星沅不得不授徒家塾，每年可得数千钱以佐家计．白天教书，夜晚挑灯苦读，漏四下不倦，以为常．廿岁以县试第四，郡试第一，补弟子员，才名冠绝城南书院．书院山长罗湘舟先生奇李星沅之才，目为国士．罗湘舟好友湘潭进士鄠县知县郭汪灿看了李星沅的诗古文辞后，叹异不绝，大为赞赏，谓：＂不仅为才子，当为名臣！＂遂把次女郭润玉嫁李星沅为妻．
李星沅父亲李畴的故友陶澍（后为两江总督，谥文毅）当时在四川任川东道, 早就听说李星沅之才，礼聘李星沅去重庆，任书记，掌管陶澍的章奏．陶澍每有要务，大略口述．李星沅不假起草，用真书缮写，援笔立就，曲尽事理，下笔千言，皆出腹稿．陶澍对李星沅说：＂以子之才，多读经世书，将来位业未可量也．＂李星沅非常感谢陶澍的知遇之恩，执弟子礼终其身．
1819年，1822年两次乡试均报罢．终于在1825年，道光乙酉科乡试，李星沅高中笫六名举人．主考官是张日晟．此后六年，湖南布政使裕泰（光绪皇帝瑾妃，珍妃的祖父）礼聘李星沅延掌奏记．李星沅曾作《裕馀山宫保制军六十寿序》，记述了裕泰对自己的赏识和亦师亦友之情谊．
1826年，1829年两次赴礼部试，未中．1832年，道光壬辰科二甲第一百名进士，湖南考中的还有后来任两廣总督的劳崇光和李星沅的舅舅陈本钦．主考官是吏部尚书潘世恩，（1770 －1854，字槐堂，号芝轩，1793年乾隆五十八年癸丑状元，时廿三岁，官至武英殿大学士，太子太保，加太傅，谥文恭，李星沅尊称潘为芝师．）刑部尚书戴敦先，工部尚书穆彰阿，朱文定．殿试授翰林院庶吉士．次年，升散馆授职编修，充国史馆协修，协办院事本衙门撰文．大考二等十一名恩赏卷缎．再次年1834年升奏办院事，充功臣馆提调．这年正月，李星沅的座主（明清会试中对主考官尊称）潘世恩升任军机大臣上行走，兼翰林院掌院学士．才入翰林院两年的新人李星沅显然是以他的才华和努力得到了掌院学士军机大臣潘世恩的认可和支持，秋天被委任为四川乡试任正考官．
根据 大清会典上说：
乡试每三年举行一次，考期在子、卯、午、酉年的秋八月，又称「秋闱」，为正科．清代，遇新皇帝登基、大婚、寿诞、庆典等加科，为恩科，考三场，每场三日. 参加考試人員，需有庠生、贡生等諸生資格．考中者称为举人．
李星沅大喜过望，写了两首七绝给他的妻子郭润玉：
别笙愉（郭润玉字）
1.
小屋新题写韵楼，春明风月数赓酬．
天涯依然浮云婿，又赋皇华入益州．
皇华注：《诗．小雅》中的篇名。《序》谓："《皇皇者华》﹐君遣使臣也。送之以礼乐﹐言远而有光华也。"《国语．鲁语下》:"《皇皇者华》﹐君教使臣曰：每怀靡及﹐诹﹑谋﹑度﹑询﹐必咨于周。"后因以"皇华"为赞颂奉命出使或出使者的典故．李星沅是代表皇帝出使四川典乡试取举人．
2．
重踏鸿泥亦夙因，归期预约早梅春．
雪窗并照团圆影，持赠峨嵋月一轮．
鸿泥注：指鸿鸟在雪泥上的爪印，比喻去过的地方．清 钱泳 《履园丛话·古迹序》：“足迹所到，略志鸿泥，以备遗忘，不可谓之阅历也．＂李星沅1820年在陶澍幕府中做＂书记＂，时陶为川东兵备道，驻重庆．李星沅这次入川已经是第二次了． 诗中说冬天就回家，把峨嵋月送给郭夫人为礼物．
夫人郭润玉也不让须眉，用丈夫的留别韵亦唱合七绝二首，送丈夫出使四川，欣喜之情，跃然纸上．
送石梧（李星沅字）奉使益州
1．
十五年前客益州，津亭官柳又重遊．
不须别绪縈怀抱，珍重衡文八月秋．
2．
一曲离歌翠黛颦，迢迢山驿走風尘．
关心玉尺量才日，君亦名埸阅苦辛．
李星沅回京之后，十一月十日在养心殿对道光皇帝复命．显然，皇帝和翰林院对李星沅主试四川非常满意，所以次年1835年進士会试，李星沅被任命为会试同考官，得進士十五人．殿试，房首刘绎被皇帝钦点为状元．

## 七年升迁之路：两年学政，一月知府，一年半粮储盐法道，一年半按察使，十月布政史
1835年六月，李星沅被皇帝召见，道光仔佃地询问李星沅的家世，年龄，及在翰林院的职务．随卽便奉旨任命为廣东学政，请训之日，奉＂有立品去私＂之谕．十月到任，《清史稿》纪载 ：粵士多健訟，（李星沅）檄通省籍諸生之幹訟者，牒報诇治之，士風以肅．一切陋规，积弊，一概革除．1837年十一月任滿，1838年正月，复命北行，回京途中奉旨补授陝西漢中知府．四月到京，被皇帝召见並询问广东省吏治，文风．据实陈奏，天语褒勉：＂尔在广东学政，办事认真．操守好，不必说．＂然后话锋一转又说：＂我放尔知府，並无人保举．好去历练，我只望尔能始终如一，岂不是国家栋梁之材？＂
1838年五月，四十一岁的李星沅抵任汉中，罢陋规，擒巨匪，饬骄兵，肃民风，振教育．仅仅一月时间，即奉旨补授河南粮儲盐法道．汉中百姓爱戴不忍舍，因书＂德偕汉永＂四字于幛，送别李星沅．
清代在一般省份设盐运使或盐法道，唯有在河南置粮儲盐法道，兼理粮政与盐法，直接归河南巡抚管辖，可見职务之重．李星沅於1838年九月到任．亲自过验漕米，书吏无从玩法，掺和，偷减诸弊皆绝．移文山东粮道，援引成例，定漕船行次，杜绝河南山东两省弁丁互相推诿或误抵，使漕运得以无阻．1838年十二月夫人郭润玉四十一岁中年早逝．他们夫妇二十年有唱合诗集《梧笙馆联吟初集》二卷，武英殿大学士潘世恩，兵部侍郎戴熙，工部侍郎，体仁阁大学士祁寯藻，兵部尚书许乃普，工部右侍郎潘曾瑩、潘曾绶兄弟，闽浙总督邓廷桢，广东按察使王青蓮，廣西按察使许祥光等为诗集题詩题词为贺．
次年1839年六月，李星沅奉旨署理河南按察使，他在谢恩的折子里写道：：查臬司为刑名总汇，豫省为四达冲途，执法必尚严明，缉匪尤关紧要．臣惟有随时黾勉，遇事讲求，矢慎矢勤，力图整饬，不敢以暂时兼署，稍涉因循，以期仰答高厚鸿慈于万一．＂奉朱批＂勿失书生本色，一切公事最忌虚浮，慎之勉之，勿自弃之！钦此．＂河南刑案向多积压，李星沅极力清厘，司狱为空．河南夏季热甚，恐诸囚病，命令属下急清囹圄．他对手下说：＂囚罪而死，死于法；病而死，死于官．且罪应缓者病死，固促之死也；罪不赦者病死，则是幸逃显戮，无以正刑诛也．＂
1840年道光廿年四月二十五日李星沅奉旨补授陝西按察使，入都召见三次．六月十八日到西安，接奉陝西巡抚富呢扬阿行知奏委署理陜西布政使．李星沅在六月十九日的折子里这样写道：＂关中幅员辽阔，钱谷较繁，非用人无以理财，非正己无以率属．……恪遵恩训，严绝虚浮随同抚臣，遇事整饬，断不敢暂时权篆，稍涉因循，尤不敢日久歧趋，渐染习气． 以期上副高厚生成于万一．＂李星沅禁私馈，肃吏治，治刀匪，重惩藩属书吏积弊．
十月回到按察使任上，除暴安良，为民除害，对囚犯反复详诘，务必得实，改供招陋习，平反甚多．精择律案要义，辑录成帙，加案语注释，时时翻阅，情罪洞哓，以是理刑无枉纵．
十二月补调四川按察使，川中嘓匪素强暴，祸害百姓，刑名夙称繁剧．李星沅在四川两次，深悉川中情形．1941年二月抵任，以＂治蜀贵严＂请之总督，遍戒属吏．并申严兵役协辑章程，劝惩并举，旋指名访获川人切者齿惯匪十四人，斩枭六，斩决二，绞决六．总督不忍，李星沅以律坚持，行刑之日，观者如堵，夾道呼＂青天按察使＂不绝．有编辑李星沅辑匪事略为舆颂四篇梓行．嘓匪摄伏，烟匪讼棍等皆不敢滋事．著名嘓匪吕某被捉罪当大辟，布政使袒护，李星沅在总督面前据理力爭，院司皆无以难，铁面执法如此．六月接旨八月卸事调江苏按察使，官蜀半载，民戴其德，有＂为吾蜀亿万生灵，祝公晋川督也！＂之语．
李星沅在按察使的职位上一年三调，从陜西，四川到江苏，严惩陜盗刀客，蜀盗嘓匪，以重典除民害．1941道光廿一年十月初遵旨入觐，道光皇帝三次召见了这个能吏，训勉周详，复谕驰驿赴任．十一月三日李星沅到省城苏州，江苏刑案较繁，英军由广东，福建进攻浙东，清军驻军苏州，地小人稠，大军屯集．又加水灾后饥民群聚剽食，游匪乘之，各乡哄然．李星沅顶风冒雪，夜行街市，访查弹压，擒拿滋事之人，拟罪如例．长江以北素多盗，有捻匪曳光刀手作案，李星沅依法惩治，民赖以安．江苏军情紧急，文报大多不能准时，李星沅添设腰站，申严禁令，公文不许逾限，驿务遂大振．
十二月二十四日，身为江苏按察使的李星沅在任仅一个月零廿一天，就收到内阁上谕升授江西布政使，谢恩折子奉朱批：＂复调任江苏，正值有事之秋，速行接印任事！钦此．＂
1841道光廿一年李星沅在按察使上一年三调，刚刚升任江西布政使，还未起程，就被皇帝又留在多事之秋的江苏，命令这位能臣＂速行接印任事！＂可见道光对李星沅能力的信任和期盼．李星沅于1842道光廿二年正月初十接任布政使，又于正月廿八日再奉旨兼理江苏按察使，富甲天下的江苏之钱粮刑名之权，就都落在李星沅肩上了．李星沅安民查吏，用人理财，缉匪稽私，在内土匪无所容，在外英军不能入，不到十个月，1842道光廿二年九月三十日内閣奉上谕：＂陝西巡抚着李星沅补授，钦此！＂从1832道光十二年入翰林到1842道光廿二年开府封疆，李星沅只用了十年．一是才能，二是努力，三是操守，四是机会．
机会，就是鸦片战争，1840道光廿年九月初三两广总督林则徐闽浙总督邓廷桢被道光＂交部严加议处，来京听候部议！＂初八日二人同被革职，次年被发往新疆＂效力赎罪．接替林邓的主战派琦善秉＂上不可以失国体，下不可以开边衅＂的使命，踏上征程，在他的指挥下，虎门大败，关天培殉国．琦相被锁拿进京．道光恨恨地说：＂慰忠魂无他法，全在汝身！＂后来的伊里布，兵败自杀的裕谦，楊芳，靖逆将军皇族奕山统领湘贑鄂桂滇黔蜀七省大军，亦是一败涂地，根本不是英军的对手．情急之下，道光皇帝又启用皇族奕经为扬威将军，调川陜豫三省生力军，鲁汴江淮之勇，浩浩荡荡，再次南下，要和英夷一决雌雄．但是奕经十月份到了苏州，止步不前，按兵不动，在苏州一带停留了两个月．在这金粉繁华之地，歌亭舞榭，淫娼酗酒，索财贪贿，乌烟瘴气，而江苏巡抚梁章钜惹不起奕经，托病不出．道光皇帝就是在这种情况下，三次召见在陜西四川搞定刀匪嘓匪的按察使李星沅，到江苏去搞定兵甚于寇的乱摊子，面喻机宜，贤者多劳，饬命驰驿赴任．
1841道光廿一年十一月初三，李星沅在苏接按察使印，辨色即兴，夜半始寝，一馈十起，栖栖遑遑．惹不起扬威将军和他的幕僚们，李星沅只能在＂苦海＂里兢兢业业地收拾烂摊子．由于谤议骤起和皇帝的催行，奕经终于在十二月十一日离开苏州进至浙江嘉兴．奕经离开的前一天，十二月十日，内阁奉上谕：＂江西布政使着李星沅补授，钦此！＂这应该是皇帝对这位任劳任怨的循吏的奖赏．
可是，奕经的六千川陜劲旅，军纪无存．以至在近百年后仍在民间留下了＂沿途掳丁壮，掠板扉，以四民抬一兵，卧而入城．＂（范城：《质言》卷上）于是，以为脱离＂苦海＂还没走马到江西上任的李星沅又奉内阁十二月二十六日上谕：＂江苏布政使着李星沅调补，无庸来京请训．＂朱批：＂复调任江苏，正值有事之秋，速行接印任事．钦此！＂一个月后，又接奉兼理江苏按察使．自此，废寝忘食，案牍劳形，为江南战争后方之钱粮刑名，全力以赴，席不暇暖，旰食宵衣，日理万机．
1842年春，盘马弯弓的扬威将军奕经和参赞文蔚和英军战于宁波，镇海，定海，几乎不到两个时辰，便全部瓦解，一败涂地．溃军退至上虞，抢劫了粮台．战五月，上海宝山失守，提督陈化成阵亡，兵勇溃逃，多奔苏州，人心震恐，旦夕将内讧．李星沅请于巡抚程矞采，凡溃兵溃勇，暂行招留，令其防守省城苏州，立功赎罪，藉免滋扰．嘉定一带难民，亦日以千里至，各典因止当．李星沅密饬首县，以济贫始能保富之义，反复开譬，典当如初，难民得戢．六月，镇江失守，守将海龄举家自尽，土匪群肆，抄掠抢粮，李星沅访获抢犯四人，枭首示众，群匪散匿．
江苏烽火已经迫近省城，守御甚急，李星沅任布政使督办粮台，他的副手是按察使爱新觉罗崇恩，苏松粮道黄恩彤，前湖北布政使孙善宝，前湖北按察使卞士云．军情紧急，大家忧形于色，官民一日数惊．李星沅和四位大员相约，人在城在，若城破将以身殉．后来这五人都以守土有功升任巡抚．李星沅升陜西巡抚，崇恩升山东巡抚，黄恩彤升广东巡抚，卞士云升浙江巡抚，孙善宝升江苏巡撫．
道光廿二年七月廿四日，公历1842年8月29日，太子少保耆英和乍浦副都统伊里布代表大清和英国特命全权公使璞鼎查少将（Sir Henry Pottinger)在停泊于南京下关江面的英䚀𦤑华丽号（HMS Cornwallis)号上签订＂万年和约＂（南京条约）．标志着第一次鸦片战争的结束．林则徐，邓廷桢被戎边新疆，琦善被定为斩监候，伊里布次年病故，败将靖逆将军奕山，扬威将军奕经和参赞文蔚也被定为监斩候，耆英在第二次鸦片战争结束后，被咸丰赐自尽．李星沅的两个顶头上司，两朝帝师两江总督牛鉴在吴淞战役中临阵脱逃，被奉旨解京．江苏巡抚程矞采因防守不力遷延不進，受到革职处分．
南京条约鉴订两个月后，江南民心军心稍定．1842道光廿二年九月卅日内阁奉上谕：＂陜西巡抚着李星沅补授，钦此！＂＂着来見．＂以操守和能力被道光皇帝看中，年仅四十五岁的李星沅自此走上了封疆大吏之路．

## 生平： 一生为官清廉，奉职守法、清廉贤能，爱民如子，大利民生，有循吏之称。
道光五年（1825年）中式乙酉科舉人，道光十二年（1832年）登壬辰恩科進士，选翰林院庶吉士，散馆授编修。道光十五年（1835年），李星沅出督广东学政。任满，授官陕西汉中府知府，历升河南粮道，陕西、四川、江苏按察使，迁江西布政使，调江苏。道光二十二年（1842年）李星沅擢陕西巡抚，署陕甘总督。道光二十五年（1845年）李星沅调江苏巡抚。次年擢云贵总督，兼署云南巡抚，平定回乱有功，加太子太保衔，赐花翎。不久，调两江总督。李星沅一生为官清廉，奉职守法、清廉贤能，爱民如子，大利民生，有循吏之称。

## 整頓邊防，利國而且利民
道光22年，李星沅獲任陝西巡撫，同時署陝甘總督。當時朝廷提出仿鑄回錢的建議，但李星沅提出陳利弊之疏言，主張整頓官庫。朝廷接納他的建議，實施後效果顯著。在道光25年，他調任江蘇巡撫，再次提出整頓漕務積弊的建議，嚴懲奸吏，根除陋習，不僅有利於國家，也造福於百姓。
道光26年，李星沅接任雲貴總督，兼署雲南巡撫。他積極整頓邊防，嚴懲濫用權力謀取私利的騰越鎮總兵。當時，緬寧回匪不安分，他迅速調動官兵，採取分道進攻的策略，成功在短時間內擊敗匪首馬國海，解除了潛在的危機。然而，馬國海逃亡後，結結黨羽在雲州等地進行劫囚作亂，對西方地區造成嚴重震盪。李星沅發出檄文號召各將迅速應對，同時對被脅的百姓予以寬恕。不到三個月的時間，局勢穩定下來。為了表彰他在此次事件中的優異表現，朝廷加封他為太子太保，並賞賜孔雀翎。同時，他也通報前任迤西道羅天池殺人過多的情況，並提出彈劾。朝廷采納他的建議，削奪了羅天池的官職。

## 為保護衛海疆開建海軍；實施改革，同時提倡對外通商。
因道光二十七年（1847年）在戰爭中的卓越表現，李星沅獲調任兩江總督。當時，第一次鴉片戰爭剛結束，廣州人爆發反英法的罷市鬥爭。江南地區風雲變幻，南京更是不平等條約的簽署地，備受關注。李星沅上任後，致力整頓水師，建造新船，清剿盜匪，並拒絕帝俄商品進入上海，積極守衛海疆。清廷高度重視他在江南的防禦作用。同時，他被命令兼署河道總督，並封為榮祿大夫、太子太保、兵部尚書、都察院右都御使。他上奏五則海外水師事宜，並捐奉建造蒙衝四十艘作為先驅，以保護海防。在奏稿中，他列舉了籌建外海水師的五條理由：磨厲人才、變通營巡、竅實會哨、扼要堵緝、配兵足數。其中，尤以「磨厲人才」的主張顯示了李星沅的深思熟慮，絕非一時之計。李星沅秉公執法，實施改革，同時提倡對外通商。

## 江淮嚴重水災，李星沅視百姓如己出，續數十日致力於救濟災民，終積勞成疾。
在道光二十八年，江淮地區發生嚴重的水災，李星沅視百姓如己出，積極展開賑濟工作，穩定了糧價，成功完成折銀完漕，極大地造福了民生。秋季時，江淮地區遭受嚴重的洪澇，災民達數萬之眾。李星沅親自發起籌款，奔波於抢险救災的一線，連續數十日致力於救濟災民，同時督促搶險工程的進行。他的辛勞終於使災區得到穩定。然而，長時間的奔波和努力讓李星沅的身體也承受了極大的壓力，最終積勞成疾。在此之後，他辭去官職，回鄉養病。

## 第一任平叛太平天國欽差大臣，病逝於武宜前線
咸丰帝即位後，任命林则徐為平叛太平军的钦差大臣，然而林则徐在途中因病辭世。隨後，咸豐帝指定李星沅為欽差大臣，派遣他前往廣西鎮壓太平軍。由於將帥之間存在矛盾，多次交戰皆告失利，李星沅舊疾復發。於次年4月，在武宜前線因病不治而逝世。他被追封謚為文恭，安葬於長沙縣的魏家山。 遗疏言：“贼不能平，不忠；养不能终，不孝。殁后敛以常服，用彰臣咎。”文宗阅后感动不已，特按总督例赐恤，谥文恭。。

## 著作
《芋香山馆集》。
. （原始内容存档于2023-10-16）.
. （原始内容存档于2023-11-04）.
. （原始内容存档于2023-11-04）.
. （原始内容存档于2023-11-04）.
. （原始内容存档于2023-11-04）.
. （原始内容存档于2023-11-04）.
. （原始内容存档于2023-11-04）.

## 家庭
妻子:  郭润玉（1797-1838）， 字昭華，號笙愉，別號壺山女士。湘潭人。嘉慶十九年進士、酃縣知縣郭汪燦女。
.。
郭潤玉與其姑祖母郭步蘊、姑母郭友蘭、郭佩蘭，姊姊郭漱玉，皆有詩名，並稱“湘潭郭氏閨秀”著有. （原始内容存档于2023-11-04）.。
選編《湘潭郭氏閨秀集》、郭潤玉著有《簪花閣遺稿》.一卷、《梧笙館聯吟初輯》二卷（與丈夫李星沅合著）。《簪花阁遗稿一卷》《梧笙唱和初集二卷》《湘潭郭氏闺秀集梧笙唱...》《湘潭郭氏闺秀集八卷》《湘潭郭氏闺秀集八卷》《梧笙馆联吟初集二卷》《簪花阁遗藁一卷红薇吟...》《簪花阁诗钞一卷》《簪花阁诗钞一卷》《簪花阁诗钞一卷》《簪花阁诗钞一卷》《簪花阁诗钞一卷》《敏求斋诗集一卷》《簪花阁诗集一卷遗稿一...》《梧笙馆聊吟初辑二卷》《［湘潭郭氏闺秀集］》《湘潭郭氏闺秀集五种附...》《梧笙唱和初集二卷》《簪花阁遗稿一卷》《郭润玉 作品》。 （页面存档备份，存于）
郭氏四代闺秀诗人，七家诗，在录共计694首。
长子，李杭，道光二十四年进士。
三子，李桓 (江西布政使)，由道員至署江西巡抚江西布政使。在和太平军作战的过程中，与李瀚章分管江西厘金，保证了曾左两支大军的饷银．有《国朝耆献类征》720卷，和《宝韦斋类稿》100卷传世．

## 延伸阅读
[在维基数据编辑]
 《清史稿·卷393》，出自趙爾巽《清史稿》

李星沅. . 